# Selenotypus plumipes
Genre
Espèce
Selenotypus plumipes, unique représentant du genre Selenotypus, est une espèce d'araignées mygalomorphes de la famille des Theraphosidae.

## Distribution
Cette espèce est endémique du Queensland en Australie.

## Publication originale
- Pocock, 1895 : On a new and natural grouping of some of the Oriental genera of Mygalomorphae, with descriptions of new genera and species. Annals and Magazine of Natural History, sér. 6, vol. 15, p. 165-184 (texte intégral).